# راو دان سينغ
راو دان سينغ (بالإنجليزية: Rao Dan Singh)‏ هو سياسي هندي، ولد في 9 مايو 1959. حزبياً، نشط في المؤتمر الوطني الهندي. وقد انتخب Member of the Haryana Legislative Assembly ‏.